# أندريه تشيكاتيلو
أندري رومانوفيتش تشيكاتيلو (الروسية: Андрей Романович Чикатило) ولد في 16 أكتوبر 1936 في يابلوتشنوي خاركوفسكي (الآن سومسكوي، أوكرانيا)، وأعدم في 14 فبراير 1994 في نوفوتشيركاسك. كان قاتل متسلسل وأكل لحوم البشر سوفيتي، ويعتبر أسوأ قاتل متسلسل في تاريخ الاتحاد السوفيتي.

## جرائمه واللقب الذي اشتهر به
عرف بإسم سفاح روستوف حيث قام بالاعتداء الجنسي، والقتل، وتشويه ما لا يقل عن 52 امرأة وطفل بين عامي 1978 و1990 في روسيا السوفيتية، أوكرانيا، وأوزبكستان.
اعترف تشيكاتيلو بارتكاب 56 جريمة قتل، وحكم عليه في 53 منها في أبريل 1992، قبل أن يدان رسميًا في 52 حالة وفاة في أكتوبر 1992.

## إعدامه
بعد رفض استئنافه أمام المحكمة العليا الروسية، قدم تشيكاتيلو طلبًا للرأفة إلى الرئيس بوريس يلتسين، لكن تم رفضه في 4 يناير 1994. وفي 14 فبراير 1994، تم اقتياده من زنزانته إلى غرفة عازلة للصوت في سجن نوفوتشيركاسك، حيث أُعدم برصاصة واحدة خلف الأذن اليمنى.

## روابط خارجية
- أندريه تشيكاتيلو على موقع IMDb (الإنجليزية)
- أندريه تشيكاتيلو على موقع الموسوعة البريطانية (الإنجليزية)
- أندريه تشيكاتيلو على موقع ميوزك برينز (الإنجليزية)